# CYP2A6
CYP2A6 (англ. Cytochrome P450 family 2 subfamily A member 6) – білок, який кодується однойменним геном, розташованим у людей на короткому плечі 19-ї хромосоми. Довжина поліпептидного ланцюга білка становить 494 амінокислот, а молекулярна маса — 56 501.
| 10         |  | 20         |  | 30         |  | 40         |  | 50         |
| ---------- |  | ---------- |  | ---------- |  | ---------- |  | ---------- |
| MLASGMLLVA |  | LLVCLTVMVL |  | MSVWQQRKSK |  | GKLPPGPTPL |  | PFIGNYLQLN |
| TEQMYNSLMK |  | ISERYGPVFT |  | IHLGPRRVVV |  | LCGHDAVREA |  | LVDQAEEFSG |
| RGEQATFDWV |  | FKGYGVVFSN |  | GERAKQLRRF |  | SIATLRDFGV |  | GKRGIEERIQ |
| EEAGFLIDAL |  | RGTGGANIDP |  | TFFLSRTVSN |  | VISSIVFGDR |  | FDYKDKEFLS |
| LLRMMLGIFQ |  | FTSTSTGQLY |  | EMFSSVMKHL |  | PGPQQQAFQL |  | LQGLEDFIAK |
| KVEHNQRTLD |  | PNSPRDFIDS |  | FLIRMQEEEK |  | NPNTEFYLKN |  | LVMTTLNLFI |
| GGTETVSTTL |  | RYGFLLLMKH |  | PEVEAKVHEE |  | IDRVIGKNRQ |  | PKFEDRAKMP |
| YMEAVIHEIQ |  | RFGDVIPMSL |  | ARRVKKDTKF |  | RDFFLPKGTE |  | VFPMLGSVLR |
| DPSFFSNPQD |  | FNPQHFLNEK |  | GQFKKSDAFV |  | PFSIGKRNCF |  | GEGLARMELF |
| LFFTTVMQNF |  | RLKSSQSPKD |  | IDVSPKHVGF |  | ATIPRNYTMS |  | FLPR       |

A: Аланін

C: Цистеїн

D: Аспарагінова кислота

E: Глутамінова кислота

F: Фенілаланін

G: Гліцин

H: Гістидин

I: Ізолейцин

K: Лізин

L: Лейцин

M: Метіонін

N: Аспарагін

P: Пролін

Q: Глутамін

R: Аргінін

S: Серин

T: Треонін

V: Валін

W: Триптофан

Кодований геном білок за функціями належить до оксидоредуктаз, фосфопротеїнів. 
Задіяний у такому біологічному процесі, як ацетилювання. 
Білок має сайт для зв'язування з іонами металів, іоном заліза, гемом, НАДФ. 
Локалізований у мембрані, ендоплазматичному ретикулумі, мікросомах.